# Pseudoboa nigra
Pseudoboa nigra är en ormart som beskrevs av Duméril, Bibron och Duméril 1854. Pseudoboa nigra ingår i släktet Pseudoboa och familjen snokar. Inga underarter finns listade i Catalogue of Life.
Denna orm förekommer östra och centrala Brasilien, i östra Bolivia, östra Paraguay och nordöstra Argentina. Den lever i de öppna savannlandskapen Cerradon och Caatinga. I sällsynta fall besöks skogar. Födan utgörs av ödlor. Honor lägger ägg.
Regionalt hotas beståndet av landskapsförändringar. I Brasilien är Pseudoboa nigra talrik men i andra regioner är den sällsynt. IUCN listar arten som livskraftig (LC).